# Villers-la-Bonne-Eau
Villers-la-Bonne-Eau (Waals: Viyè, Duits/Luxemburgs: Weller/Wellerbach) is een dorp in de Belgische provincie Luxemburg en een deelgemeente van de stad Bastenaken. In de deelgemeente liggen nog verschillende dorpen en gehuchten, zoals Livarchamps, Losange, Lutrebois, Lutremange en Remoifosse.

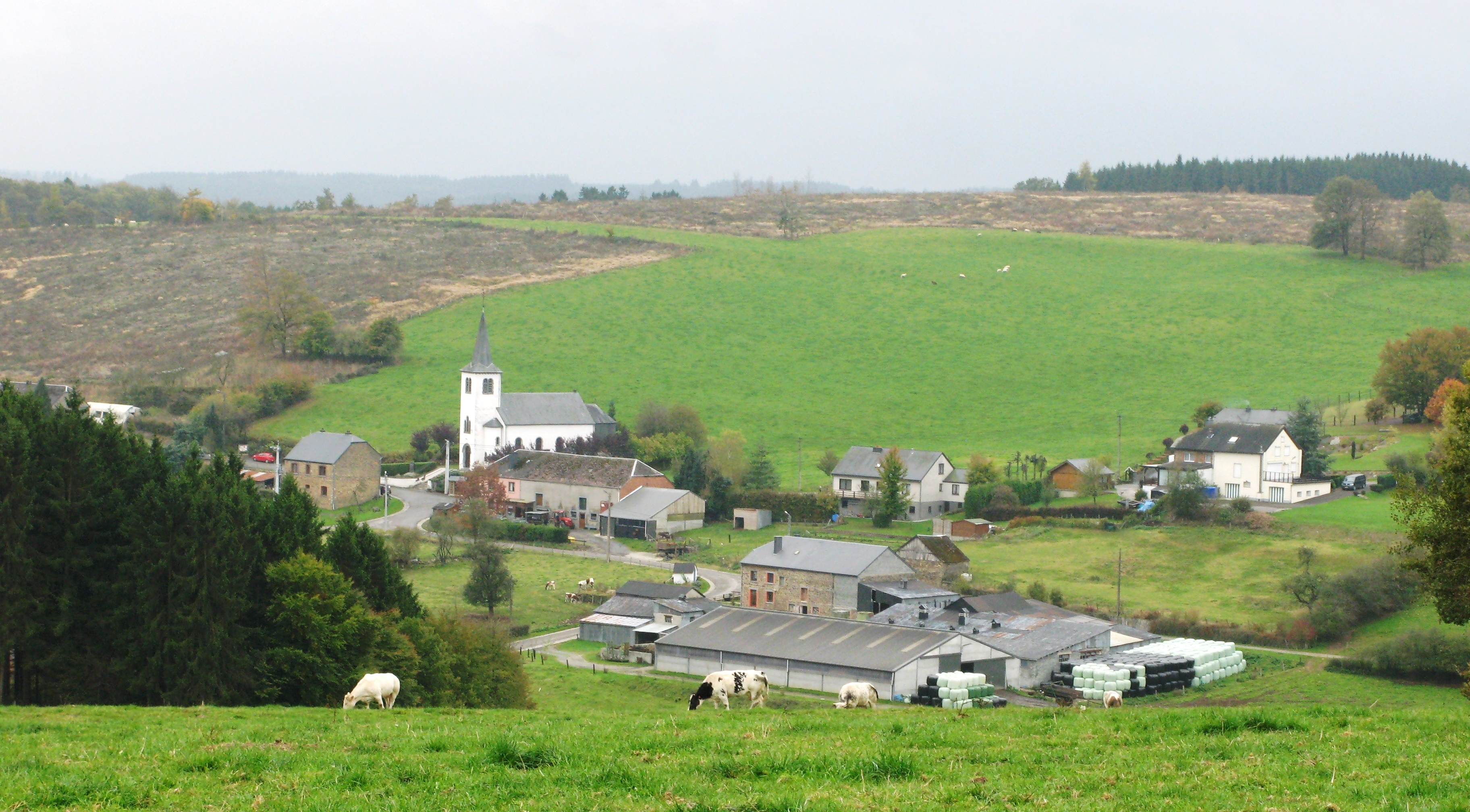
Villers-la-Bonne-Eau

## Geschiedenis
Bij de gemeentelijke herindeling van 1977 werd Villers-la-Bonne-Eau een deelgemeente van Bastenaken.

## Demografische ontwikkeling
- Bronnen:NIS, Opm:1831 tot en met 1970=volkstellingen

## Bezienswaardigheden
- De Église Saint-Lambert
- Kasteel van Losange

Deelgemeenten: Bastenaken · Bertogne ·Flamierge ·Longchamps · Longvilly · Noville · Villers-la-Bonne-Eau · Wardin

Overige dorpen: Al-Hez · Arloncourt · Benonchamps · Berhain · Bethomont · Bizory · Bourcy · Bras · Champs · Cobru · Compogne · Fagnoux · Fays · Flamisoul · Foy · Frenet · Gives · Givroulle · Givry · Hardigny · Harzy · Hemroulle · Horritine · Isle-la-Hesse · Isle-le-Pré · Livarchamps · Losange · Lutrebois · Lutremange · Luzery · Mande-Saint-Étienne · Mageret · Marenwez · Marvie · Michamps · Moinet · Monaville · Mont · Neffe · Oubourcy · Rachamps · Recogne · Remoifosse · Rolley · Rouette · Roumont · Salle · Savy · Senonchamps · Troismont · Tronle · Vaux · Wicourt · Wigny · Withimont

Belgische gemeenten · Arrondissement Aarlen · Luxemburg · Wallonië